# Dorothy Yeboah-Manu
Pour les articles homonymes, voir Yeboah et Manu.
Dorothy Yeboah-Manu est une microbiologiste ghanéenne et professeure au Noguchi Memorial Institute for Medical Research de l'université du Ghana. Elle étudie les interactions hôte-pathogène et l'épidémiologie. Elle a reçu le prix Afrique de la Royal Society en 2018.

## Enfance et éducation
Yeboah-Manu est originaire d'Akyem Abuakwa. Elle a obtenu une maîtrise en biologie moléculaire appliquée des maladies infectieuses à la London School of Hygiene and Tropical Medicine.

## Recherche et carrière
Yeboah-Manu a rejoint le Noguchi Memorial Institute for Medical Research en tant qu'assistante de recherche en 1993. Elle a étudié la sécurité des aliments vendus sur la voie publique au Ghana,. Des bactéries mésophiles ont été trouvées dans 69,7 % des aliments, y compris les aliments de base foufou et omo tuo (en). Yeboah-Manu a été la première à décrire le polymorphisme chez mycobacterium ulcerans d'un pays africain et à fournir des preuves pour restreindre Mycobacterium africanum à l'Afrique de l'Ouest,. Elle a obtenu un doctorat en parasitologie médicale et biologie des infections à l'Institut tropical et de santé publique suisse en 2006,.
Elle a reçu une bourse de cinq ans du Wellcome Trust en 2012, lui permettant de travailler sur Mycobacterium tuberculosis. Elle a étudié la diversité génomique et les différents profils d'expression génique entre mycobacterium africanum et mycobacterium tuberculosis. Elle est préoccupée par la propagation rapide de la tuberculose dans les zones urbaines du Ghana.
Elle fait partie de la Faculté nationale du Centre d'excellence de la Banque mondiale financé par le Centre ouest-africain de biologie cellulaire des agents pathogènes infectieux,,. Elle est membre des conseils d'administration de l'Union internationale contre la tuberculose et les maladies pulmonaires (en), du Réseau mondial de laboratoires de l'Organisation mondiale de la santé confirmant l'infection à Mycobacterium ulcerans et du Programme national de lutte contre les ulcères de Buruli. Elle est présidente du conseil consultatif du Programme national de lutte contre la tuberculose. Elle est vice-présidente de la Société immunologique du Ghana.
Elle a contribué à deux livres : Towards Effective Disease Control in Ghana: Research and Policy Implications Volume 1, Malaria and Volume 2, Other Infectious Diseases and Health Systems,. Elle a remporté le Prix Afrique de la Royal Society en 2018 « pour ses contributions et approches innovantes pour comprendre Mycobacterium ulcerans et Mycobacterium africanum ».